# 井尻
井尻（いじり）は、福岡県福岡市南区にある地名。1丁目から5丁目までが設置されている。郵便番号は811-1302。

## 概要
福岡市南区の南東部に位置し、東側はJR鹿児島本線に沿って博多区諸岡と接し、南側は春日市と接する。
西鉄天神大牟田線とJR鹿児島本線が町内を通っており、西鉄井尻駅とJR笹原駅が設置されている。両駅周辺は商業地域、それ以外は住宅地になっている。

## 歴史

### 町域の変遷
| 住居表示実施後           | 実施年月日         | 住居表示実施前（各大字の一部）                     |
| ------------------------ | ------------------ | -------------------------------------------------- |
| 井尻一丁目から井尻五丁目 | 1979年（昭和54年） | 大字井尻・大字五十川・大字平原・大字諸岡・大字横手 |

## 主な施設
- マックスバリュエクスプレス井尻駅前店（旧・グルメシティ井尻駅前店[2]）
- マルキョウ井尻店[3]

### 教育施設
- 福岡市立宮竹小学校 ※1丁目から3丁目までが同校校区、4丁目から5丁目までは福岡市立高木小学校の校区となっている[4]。
- しいのみ学園

## 交通

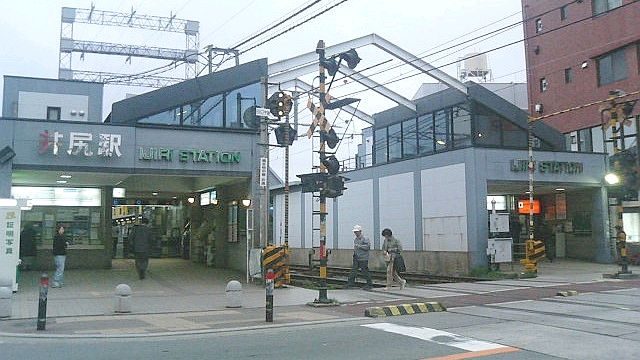
西鉄天神大牟田線井尻駅

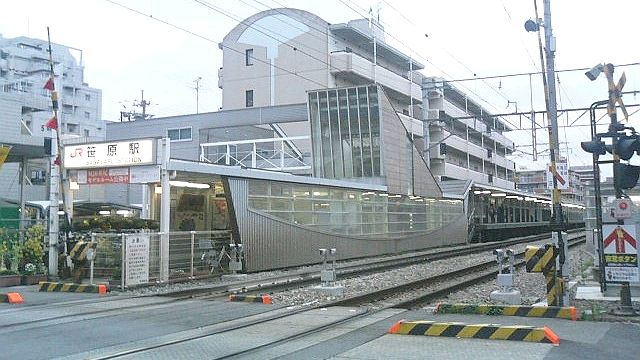
JR鹿児島本線笹原駅

### 道路
- 福岡県道31号福岡筑紫野線（高宮通り）
- 福岡県道505号板付牛頸筑紫野線
- 福岡県道575号山田中原福岡線
- 福岡市都市計画道路御供所井尻線
- 福岡高速環状線5号線
- 井尻六ツ角

### 鉄道
- 西鉄天神大牟田線井尻駅
- JR鹿児島本線笹原駅

### バス
- 西鉄バス
  - 井尻一丁目
  - 井尻駅入口
  - 井尻六ツ角
  - 笹原駅入口
  - 井尻駅東口
  - 井尻駅西口
  - 宮竹小学校西
  - 井尻駅北

## ゆかりの人物
- 曻地三郎 - 教育者、教育学者、センテナリアン。北海道釧路市生まれ。1954年[5]より逝去[6]まで居住。日本初の知的障害児通園施設・しいのみ学園を設立、運営した。
- 広瀬香美 - シンガーソングライター。和歌山県那智勝浦町生まれ、福岡県筑紫野市出身[7]。福岡女学院高校時代に通学に井尻駅を利用、井尻駅西口バス停や井尻六ツ角歩道橋上にて後のヒット曲の構想を思いついた[8]。